# Pelitözü, Bilecik
Pelitözü là một xã thuộc thành phố Bilecik, tỉnh Bilecik, Thổ Nhĩ Kỳ. Dân số thời điểm năm 2011 là 1.171 người.